# Carlos Galeana
Carlos Alberto Galeana Irra (Tecpan de Galeana, Guerrero; 21 de diciembre de 1988) es un futbolista mexicano. Se desempeña como defensa central o lateral por izquierda y está sin club.
- Datos: Q5041689